# 収益
収益（しゅうえき）
- 官庁会計における収益（しゅうえき）は、地方公営企業のうち地方公営企業法の財務規定が適用されない企業（法非適用企業）の経理事務で用いられる概念で、資本的収支以外の現金収入のことをいう。詳細は官庁会計を参照のこと。
- 企業会計（財務会計）における収益（しゅうえき）は、資本取引以外の会社の活動による資産の増加のことをいう。：本項目で詳述。

財務会計における収益（しゅうえき、英: revenue、income、 turnover）は、勘定科目の区分の一つ。ある会計期間において、資本取引以外の会社の活動によって得られた、資産の増加のことをいう。

## 概要
例えば、会社が商品を販売すると、現金や売掛金が得られるので、資産が増加する。このような資産の増加の要因を収益という。ただし、金融機関からの借り入れや社債発行による資金調達などの資本取引は、収益には含まれない(これは、資産負債アプローチ的な収益の捉え方である)。
収益の認識のタイミングに関しては、発生主義、実現主義、現金主義などの考え方があるが、企業会計原則では実現主義を原則としている。現金主義は現金の収入をもって収益の計上とする考え方であるが、これでは売掛金による収益をとらえられない。しかし厳密な発生主義を適用すると、製品の製造などの付加価値形成の段階をも収益として計上すべきということになる。そこで企業会計原則では、第三者に商品を販売したという事実に基づいて収益を計上するものとしている。ただし実現主義の例外として、長期の請負工事等については、各会計期間に収益を配分することを認めている。

## 収益の種類
収益は営業収益、営業外収益、特別利益に区分される。会社の主たる営業活動によって得られた収益は営業収益に含める。営業収益は売上高とほぼ同じ意味で使われるが、売上高と売上値引を区分し、売上値引をマイナスの収益として計上する場合もある。
会社の主たる営業活動以外の経常的な経営活動によって得られた収益は営業外収益に含める。営業外収益には受取利息、受取配当金、仕入割引、雑収入などが含まれる。会社の非経常的な経営活動によって得られた収益は特別利益に含める。特別利益には、固定資産売却益、有価証券売却益、有価証券評価益、為替差益、貸倒引当金戻入益などが含まれる。また、税効果会計によって当期に法人税の戻り益が生じた場合は、法人税等調整額を収益として計上する場合もある。